# Heorhijiwka
Heorhijiwka (ukrainisch Георгіївка; russisch Георгиевка/Georgijewka) ist eine Siedlung städtischen Typs im Süden der ukrainischen Oblast Luhansk mit etwa 6400 Einwohnern.
Der Ort gehört administrativ zum Rajon Lutuhyne, das Rajonszentrum Lutuhyne ist 3 Kilometer südwestlich gelegen, die Oblasthauptstadt Luhansk befindet sich 14 Kilometer nördlich des Ortes.
Zur gleichnamigen Siedlungsratsgemeinde zählt auch noch das Dorf Peremoschne (Переможне), im Ort vereint sich der Fluss Sucha (Суха) mit der Wilchiwka (Вільхівка).
Heorhijiwka wurde im 18. Jahrhundert gegründet, trug bis 1917 den Namen Konopljanka (Коноплянка) und erhielt 1938 den Status einer Siedlung städtischen Typ erhoben. Seit Sommer 2014 ist der Ort im Verlauf des Ukrainekrieges durch Separatisten der Volksrepublik Lugansk besetzt.